# فرسنیلو
فرسنیلو (به اسپانیایی: Fresnillo) از شهرهای کشور Mexico است که در ایالت Zacatecas قرار دارد و جمعیت آن طبق سرشماری سال ۲۰۱۰ میلادی ۱۲۰٬۹۴۴ نفر بوده است.